# Rheocles lateralis
Rheocles lateralis é uma espécie de peixe da família Bedotiidae.
É endémica de Madagáscar.
Os seus habitats naturais são: rios.